# Stanisław Wielgus
Stanisław Wojciech Wielgus (Wierzchowiska, 23 aprile 1939) è un arcivescovo cattolico polacco, dal 6 gennaio 2007 arcivescovo titolare di Viminacio.

## Biografia
Nasce a Wierzchowiska, in diocesi di Sandomierz, il 23 aprile 1939.

### Formazione e ministero sacerdotale
Il 10 giugno 1962 è ordinato presbitero dal vescovo Piotr Kałwa per la diocesi di Lublino.
Dal 1962 al 1969 è vicario parrocchiale in tre parrocchie e contemporaneamente compie gli studi di specializzazione. Nel 1972 ottiene il dottorato e nel 1980 l'abilitazione presso l'Università Cattolica di Lublino.
Esperto in storia della filosofia polacca e medievale, insegna per trent'anni alla facoltà di filosofia dell'Università Cattolica di Lublino. Dal 1989 al 1998 svolge il ruolo di rettore per tre mandati consecutivi.
Insegna all'Università di Monaco dal 1973 al 1975 e ancora nel 1978 quando l'allora professore Joseph Ratzinger insegnava come professore associato. È membro e consulente della Congregazione per l'Educazione cattolica e come membro dell'Accademia Europea di Arte e Scienza.

### Ministero episcopale
Il 24 maggio 1999 papa Giovanni Paolo II lo nomina vescovo di Płock; succede a Zygmunt Kamiński, precedentemente nominato arcivescovo metropolita di Stettino-Kamień. Il 1º agosto successivo riceve l'ordinazione episcopale, nella cattedrale di Płock, dal cardinale Józef Glemp, coconsacranti gli arcivescovi Zygmunt Kamiński e Józef Mirosław Życiński. Durante la stessa celebrazione prende possesso della diocesi.
Il 6 dicembre 2006 papa Benedetto XVI lo nomina arcivescovo metropolita di Varsavia; succede al cardinale Józef Glemp, dimessosi per raggiunti limiti di età. Il 5 gennaio 2007 prende possesso dell'arcidiocesi con una celebrazione privata; avrebbe dovuto insediarsi pubblicamente il 7 gennaio durante una messa solenne nella cattedrale di San Giovanni.

#### Scoperta della collaborazione con il regime e dimissioni
Il 19 dicembre 2006 il settimanale "Gazeta Polska" pubblica informazioni sulla sua collaborazione ventennale con il servizio di sicurezza del ministero degli affari interni dell'allora Repubblica Popolare di Polonia. Wielgus nega la cooperazione e riceve la solidarietà della Conferenza episcopale polacca.
Il 6 gennaio 2007 indirizza ai fedeli dell'arcidiocesi una lettera in cui riconosce le sue responsabilità e, domandando perdono, chiede di essere accolto, ma informa tuttavia di essersi sottoposto con umiltà alle decisioni del Santo Padre.
Il 7 gennaio, a meno di un'ora dall'inizio della cerimonia d'ingresso nell'arcidiocesi, la Sala stampa della Santa Sede pubblica un comunicato della nunziatura apostolica in Polonia con cui viene resa nota l'accettazione delle sue dimissioni da parte del papa, avvenuta il giorno precedente. Contestualmente viene nominato arcivescovo titolare di Viminacio.
Alcuni rapporti indicano che le sue dimissioni siano seguite a delle consultazioni fra Vaticano e governo polacco che hanno coinvolto papa Benedetto XVI e il presidente polacco Lech Kaczyński. Il cardinale Giovanni Battista Re, prefetto della Congregazione per i vescovi, spiega al quotidiano italiano Corriere della Sera che papa Benedetto XVI stesso decide il licenziamento dell'arcivescovo, aggiungendo che «quando monsignor Wielgus è stato nominato, non sapevamo nulla della sua collaborazione con i servizi segreti». Il portavoce vaticano Federico Lombardi dichiara che «il comportamento di Wielgus negli anni del regime comunista in Polonia ha compromesso seriamente la sua autorità, anche con i fedeli».

## Genealogia episcopale
La genealogia episcopale è:
- Cardinale Scipione Rebiba
- Cardinale Giulio Antonio Santori
- Cardinale Girolamo Bernerio, O.P.
- Vescovo Claudio Rangoni
- Arcivescovo Wawrzyniec Gembicki
- Arcivescovo Jan Wężyk
- Vescovo Piotr Gembicki
- Vescovo Jan Gembicki
- Vescovo Bonawentura Madaliński
- Vescovo Jan Małachowski
- Arcivescovo Stanisław Szembek
- Vescovo Felicjan Konstanty Szaniawski
- Vescovo Andrzej Stanisław Załuski
- Arcivescovo Adam Ignacy Komorowski
- Arcivescovo Władysław Aleksander Łubieński
- Vescovo Andrzej Stanisław Młodziejowski
- Arcivescovo Kasper Kazimierz Cieciszowski
- Vescovo Franciszek Borgiasz Mackiewicz
- Vescovo Michał Piwnicki
- Arcivescovo Ignacy Ludwik Pawłowski
- Arcivescovo Kazimierz Roch Dmochowski
- Arcivescovo Wacław Żyliński
- Vescovo Aleksander Kazimierz Bereśniewicz
- Arcivescovo Szymon Marcin Kozłowski
- Vescovo Mečislovas Leonardas Paliulionis
- Arcivescovo Bolesław Hieronim Kłopotowski
- Arcivescovo Jerzy Józef Elizeusz Szembek
- Vescovo Stanisław Kazimierz Zdzitowiecki
- Cardinale Aleksander Kakowski
- Cardinale August Hlond, S.D.B.
- Cardinale Stefan Wyszyński
- Cardinale Józef Glemp
- Arcivescovo Stanisław Wielgus